# Barbara Munjas
Barbara Munjas (Rijeka, 7. prosinca 1988.) hrvatska je pjevačica i tekstopisac. Najpoznatija je kao glavna pjevačica i tekstopisac rock grupe „Barbari” i bivša pjevačica grupe „Gustafi”. Barbara Munjas počela se etablirati kao solo izvođačica izdavanjem singla "Men" 2018. U ožujku 2022. objavila je svoj debi album „Right Place & Right Time” u izdanju Aquarius Recordsa.
Rođena je 7. prosinca 1988. u Rijeci, a odrasla je u obližnjem mjestu Ika.
Objavila je svoj debitantski singl "Ti si tu" 2007. s kojim je sudjelovala na Dori 2007. godine. Nastupivši kao prva u drugom polufinalu s ukupno 11 bodova zauzevši 12. mjesto, nije uspjela proći u finale. Kasnije iste godine, pridružila se folk-rock bendu Gustafi. Bila je glavni ženski vokal sve dok nije napustila bend 2012. Godinu dana kasnije, 2013., Barbara Munjas osnovala je rock bend „Barbari” s njom kao glavnim vokalom. Bend je objavio dva studijska albuma, „Monfiorenzo underground” 2013. i „Santa Barbara” 2014.
Od 2018. Barbara Munjas aktivna je kao solo glazbenica. Njezin debitantski album „Right Place & Right Time” objavljen je 2022. u izdanju Aquarius Recordsa. Na temelju izvedbe albuma, zaradila je nominaciju na petoj godišnjoj „Rock&Off nagrada” u kategoriji "album godine".
Bila je jedna od 18 sudionika Dore 2023., zauzevši osmo mjesto s pjesmom "Putem snova". Sudjeluje i na Dori 2024. s pjesmom "Nepobjediva".